# Villarrica (Colombia)
Villarrica è un comune della Colombia facente parte del dipartimento di Tolima.
L'abitato venne fondato da Francisco Pineda López nel 1926, mentre l'istituzione del comune è del maggio 1950.